# Ivo Karlović
Ivo Karlović (* 28. února 1979, Záhřeb) je bývalý chorvatský tenista, s výškou 211 centimetrů nejvyšší hráč, který kdy hrál na okruhu ATP. Díky této výšce těžil body zejména ze servisu, který patří k nejrychlejším v tenise. Jeho hra se vyznačovala množstvím bodů získaných přímo z podání. Je držitelem bývalého rekordu v počtu zahraných es během jednoho utkání (78 es proti Radku Štěpánkovi v semifinále Davisova poháru 18. září 2009, ve kterém Karlović přesto prohrál 7:6 6:7 6:7 7:6 14:16), a také bývalého nejrychlejšího podání v profesionálním tenisu (255 km/h).
Profesionálem byl v letech 2000 - 2022. Zvítězil na 8 turnajích ATP ve dvouhře a v 2 ve čtyřhře.

## Finálové účasti na turnajích ATP World Tour (9)

### Dvouhra (7)

#### Vítěz (4)
| Legenda                                                       |
| ------------------------------------------------------------- |
| ATP International Series Gold / ATP World Tour 500 Series (0) |
| ATP International Series / ATP World Tour 250 Series (6)      |

| Číslo | Datum            | Turnaj             | Povrch    | Finalista         | Výsledek            |
| ----- | ---------------- | ------------------ | --------- | ----------------- | ------------------- |
| 1.    | 9. duben, 2007   | Houston, USA       | Antuka    | Mariano Zabaleta  | 6-4, 6-1            |
| 2.    | 18. červen, 2007 | Nottingham, VB     | Tráva     | Arnaud Clément    | 3-6, 6-4, 6-4       |
| 3.    | 14. říjen, 2007  | Stockholm, Švédsko | Tvrdý (h) | Thomas Johansson  | 6-3, 3-6, 6-1       |
| 4.    | 21. červen, 2008 | Nottingham, VB     | Tráva     | Fernando Verdasco | 7-5, 6-7(4), 7-6(8) |

#### Poražený finalista (3)
| Legenda                                                       |
| ------------------------------------------------------------- |
| ATP International Series Gold / ATP World Tour 500 Series (0) |
| ATP International Series / ATP World Tour 250 Series (3)      |

| Číslo | Datum            | Turnaj            | Povrch    | Vítěz          | Výsledek              |
| ----- | ---------------- | ----------------- | --------- | -------------- | --------------------- |
| 1.    | 23. červen, 2005 | Londýn, VB        | Tráva     | Andy Roddick   | 7-6 (7), 7-6 (4)      |
| 2.    | 18. únor, 2007   | San José, USA     | Tvrdý (h) | Andy Murray    | 6-7 (3), 6-4, 7-6 (2) |
| 3.    | 28. únor 2010    | Delray Beach, USA | tvrdý     | Ernests Gulbis | 6-2, 6-3              |

### Čtyřhra (2)

#### Vítěz (1)
| Legenda                                                       |
| ------------------------------------------------------------- |
| ATP International Series Gold / ATP World Tour 500 Series (1) |
| ATP International Series / ATP World Tour 250 Series (0)      |

| Číslo | Datum          | Turnaj       | Povrch    | Spoluhráč     | Soupeři                | Výsledek       |
| 1.    | 20. únor, 2006 | Memphis, USA | Tvrdý (h) | Chris Haggard | James Blake Mardy Fish | 0-6, 7-5, 10-5 |

#### Poražený finalista (1)
| Legenda                                                       |
| ------------------------------------------------------------- |
| ATP International Series Gold / ATP World Tour 500 Series (0) |
| ATP International Series / ATP World Tour 250 Series (1)      |

| Číslo | Datum              | Turnaj            | Povrch | Spoluhráč          | Soupeři                              | Výsledek       |
| ----- | ------------------ | ----------------- | ------ | ------------------ | ------------------------------------ | -------------- |
| 1.    | 29. červenec, 2007 | Indianapolis, USA | Tvrdý  | Teimuraz Gabašvili | Juan Martín del Potro Travis Parrott | 3-6, 6-2, 10-6 |

## Davisův pohár
Ivo Karlović se zúčastnil 10 zápasů v Davisově poháru  za tým Chorvatska s bilancí 6-6 ve dvouhře a 2-2 ve čtyřhře.

## Postavení na žebříčku ATP na konci sezóny

### Dvouhra
| Rok    | 1997  | 1998   | 1999   | 2000   | 2001   | 2002   | 2003  | 2004  | 2005  | 2006  | 2007  | 2008  | 2009  |
| Pořadí | 1343. | ▲ 681. | ▲ 602. | ▲ 299. | ▲ 231. | ▲ 175. | ▲ 74. | ▲ 59. | ▼ 72. | ▼ 99. | ▲ 22. | ▼ 25. | ▼ 37. |

### Čtyřhra
| Rok    | 1995 | 1996   | 1997   | 1998   | 1999   | 2000   | 2001   | 2002   | 2003   | 2004  | 2005   | 2006  | 2007   | 2008   | 2009   |
| Pořadí | 689. | ▲ 558. | ▲ 378. | ▲ 363. | ▼ 376. | ▲ 343. | ▲ 224. | ▼ 375. | ▲ 219. | ▲ 86. | ▼ 111. | ▲ 66. | ▼ 154. | ▼ 376. | ▲ 178. |